# زیبایی زنان
زیبایی زنان (ایتالیایی: Il bello delle donne) یک مجموعهٔ تلویزیونی درام کمدی ایتالیایی است که مابین سال‌های ۲۰۰۱ تا ۲۰۰۳ پخش شد.

## بازیگران
- استفانیا ساندرلی
- نانسی بریلی
- جولیانا دسیو
- لونتا ساوینو
- آنتونلا پونزیانی
- کاترینا ورتووا
- ویرنا لیزی
- ایوا گریمالدی
- نیکول گریمائودو
- گابریل گارکو
- مانوئلا آرکوری
- فلیچه آندرئاسی
- پیر پائولو کاپونی
- آیدا دی بندتو
- ماریا گراتسیا کوچینوتا
- پاتریسیا میلارده
- آنیتا اکبرگ
- اوا رابینز
- لوردانا کاناتا
- مرتین بروشار
- فلورانس گیران
- دورا رومانو
- پینو کولیتسی
- میشل مرسیه
- روسلا فالک
- فرانچسکا نونتسی
- لائورا تروشل
- ماریا میکلا ماری
- فرانچسکا دالویا
- آلبرتو مولیناری
- کلاودیا جانوتی
- الیزابتا روکتی
- رزالیندا کاناوو